# John Crofton
Sir John Wenman Crofton (* 27. März 1912 in Dublin; † 3. November 2009 in Edinburgh) war ein britischer Mediziner und Experte für Tuberkulose.

## Leben und Wirken
Sein Vater William Mervyn Crofton war ebenfalls Arzt, der an der Universität Dublin forschte und Privatpraxen in Dublin und London hatte. Crofton ging in Dublin und Tonbridge in Kent zur Schule und studierte ab 1930 am Sidney Sussex College der Universität Cambridge Naturwissenschaften (Bestnoten bei den Natural Science Tripos 1933) und danach Medizin, mit dem Bachelor-Abschluss in Medizin (MB) 1937 und der Promotion (MD) 1947. Seine klinische Ausbildung erfolgte ab 1937 am St. Thomas Hospital in London.
Seine ersten Stellungen als Arzt waren in Militärhospitälern. Im Zweiten Weltkrieg diente er als Militärarzt und Chirurg in Frankreich (Dünkirchen), Ägypten und Eritrea und 1942 bis 1944 in Malta. 1945 heiratete er Eileen Chris Mercer, die ebenfalls Ärztin war. Mit ihr hatte er zwei Söhne und drei Töchter. Ab 1947 war er Lecturer in der Royal Postgraduate Medical School in Hammersmith. Ein Aufsatz im British Medical Journal (1950) über die Behandlung von Tuberkulose mit Streptomycin, einem damals neuen Antibiotikum aus den USA, begründete seinen Ruf. Am Brompton Hospital in Kensington, das auf Herz- und Lungenkrankheiten spezialisiert war, leitete er im Auftrag des Medical Research Council eine Kontrollstudie über die Therapie von Tuberkulose mit Streptomycin und 4-Aminosalicylsäure. Er wurde Senior Lecturer und wurde eines der jüngsten je gewählten Mitglieder des Royal College of Physicians, bevor er 1952 Professor für Atemwegserkrankungen und Tuberkulose an der Universität Edinburgh wurde, auf einem neu geschaffenen Lehrstuhl. Dort entwickelte er die Edinburgh Methode der Tuberkulosebehandlung, die aus einer Kombinations-Chemotherapie und sorgfältiger Kontrolle der Medikamenteneinnahme durch die Patienten bestand. Die Methode erlaubte es auch Arbeitern während der Therapie weiter ihrer Beschäftigung nachzugehen. Sie war in Edinburgh sehr erfolgreich in der Zurückdrängung der Tuberkulose (über 90 Prozent der Tuberkulose-Betten in den Krankenhäusern konnten gestrichen werden) und Crofton widmete sich von da an ihrer Durchsetzung im übrigen Großbritannien und weltweit. Noch vor seinem Tod war er an der Abfassung der WHO-Richtlinien zur Tuberkulose beteiligt. Ein Mitarbeiter war Karel Styblo. Er war auch aktiv in der Universitätsverwaltung und im Senat der Universität. 1963 bis 1966 war er Dekan der Medizinischen Fakultät und 1969 bis 1971 Vize-Prinzipal der Universität. Das war in der Zeit der Studentenunruhen und als 1972 Gordon Brown als Student zum Rektor der Universität gewählt wurde, war er bereit mit ihm zusammenzuarbeiten (im Gegensatz zu einem Großteil der alten Universitätsleitung). 1977 ging er in den Ruhestand.
Er war auch sehr aktiv in der Bekämpfung des Rauchens, unterstützt von seiner Frau Eileen, die ab 1972 die Action on Smoking and Health (ASH) in Schottland leitete. Seine Frau schrieb eine Geschichte der (schottischen) Krankenschwestern und Ärzte im Hospital von Royaumont im Ersten Weltkrieg 1917/18. Crofton hatte gute Beziehungen in den Irak und besonders nach Basra und ermöglichte dortigen Ärzten die Weiterbildung in Großbritannien.
1969 erschien sein Standardwerk mit Andrew Douglas über Atemwegserkrankungen in erster Auflage bei Blackwell Scientific.
1973 bis 1976 war er Präsident des Royal College of Physicians of Edinburgh.
1977 wurde er als Knight Bachelor geadelt. 1984 bis 1988 war er Präsident der International Union Against Tuberculosis and Lung Disease (IUATLD). Er war 1998 Mitgründer und Ehrenpräsident der Tuberkulose-Stiftung TB Alert. 2001 erhielt er die Galen-Medaille der Worshipful Society of Apothecaries of London.
Er war passionierter Bergsteiger und kletterte besonders in den schottischen Highlands.

## Schriften
- mit Andrew Douglas:  Respiratory Diseases, 5. Auflage, Wiley 2008 (Herausgeber Anthony Seaton, Douglas Seaton, A. Gordon Leitch)
- mit Norman Horne, Fred Miller: Clinital Tuberculosis, Macmillan 1992
- Saving Lives and Preventing Misery: The Memoirs of Professor Sir John Wenman Crofton (Herausgeber David C. Kilpatrick), 2013
- als Herausgeber: Guidelines for the Management of Drug-resistant Tuberculosis, WHO 1997
- mit David Simpson: Tobacco, a global threat, Macmillan 2002